# Крадійка книжок
«Крад́ійка книж́ок» (англ. «The Book Thief») — роман австралійського письменника Маркуса Зузака 2005 року. Екранізований 2013 року за участі британського режисера Браяна Персиваля. Українською видано 2015 року у видавництві «Клуб сімейного дозвілля».
|  | «Наче чорно-білий фільм. Він просто так не закінчується, він торкається душі…», — так про книгу австралійського письменника написали в «USA Today». |

## Тематика
«Крадійка книжок» —  книжка гіркого відчаю, неможливості змінити усе довкола, книжка боротьби та втрат. Книжка про силу слів. Книга розповідає про Голокост часів Другої Світової війни, вплив тоталітарного режиму Гітлера на людей, про Другу світову війну, книги. Читач задумується над проблемами ставлення до людей під час тоталітаризму, особливостями сімейного та державного виховання. Читач на собі переживає емоції людей, які загнані в глухий кут, які не мають виходу, відчувають тваринний жах і бажання вижити. Книга торкається загальнолюдських тем: що таке дружба, кохання, сім'я, милосердя.

## Головні герої та оповідачі
Головною героїнею книги є дев'ятирічна дівчинка Лізель Мемінгер. Її названі батьки — Ганс та Роза Губерманн, сусід та шкільний друг Руді, єврей Макс Вандербург — люди, що населяють її світ, впливають на її світогляд, формують її як людину.
Тут немає «поганих» героїв. Це звичайні люди, які обманюють, сваряться, кричать, відчувають страх, вибачають й дружать. Усі крадуть: їжу, час, книги. Абстрактне зло — Гітлер. Його усі ненавидять, наслідують, бояться. Але він існує поза сюжетом.
Усе бачить, знає минуле й майбутнє — Смерть (чоловічого роду).
|  | Досить зазначити, що одного дня я привітно схилюся над вами. На моїх руках спочине ваша душа. На моєму плечі влаштується якийсь колір. Я обережно віднесу вас. |

Такий незвичний оповідач розказує не тільки історію Лізель, але й переповідає книгу героїні, такий собі крадій чужої книги життя. Смерть висловлює свій погляд на світ, людей. У нього немає жалощів до людей. Він просто «виконує свою роботу», він не любить загадки. Ось чому про майбутнє читач дізнається відразу, на початку розділу від письменника, про долю героїв від Смерті. Оповідач короткими фразами заглядає у космічні глибини людського існування. Він змушує задуматись над тим, що відбувається не тільки в книзі, а й у житті.

## Сюжет
Події відбуваються в нацистській Німеччині, починаючи з січня 1939 року. Простір, у якому живе героїня — Молькінг — маленьке містечко. Більший простір — це вся Німеччина. Але Смерть розкриває ще один простір — космічний — уселюдський. Міфічний простір — це світ потойбічний, це Небо, куди Смерть відносить померлих.

### Доля Лізель
Лізель Мемінгер дорослішає з розвитком сюжету. У неї нелегка доля: її батько, невідомим чином пов'язаний з комуністами, безвісти пропав, а мати не має можливості доглядати за дівчинкою та її братом, вона вирішує віддати дітей на виховання названим батькам, тим самим рятуючи їх від переслідування нацистської влади. По дорозі до нового будинку брат Лізель вмирає важкою смертю від хвороби, що відбувається на очах у дівчинки, залишаючи тяжке враження на все життя. Брата Лізель ховають на кладовищі, де дівчинка і підбирає свою першу в житті книгу — «Посібник гробаря».
|  | Вирішивши написати свою історію, вона дивуватиметься, коли саме книжки і слова не просто почали мати якесь значення, а стали для неї всім. |

Незабаром Лізель приїжджає до містечка Молькінг, до своїх нових названих батьків: Ганса та Рози Губерманнів (працюють маляром і прачкою, відповідно), які живуть на Гімелль-Штрассе (що в перекладі означає «Небесна вулиця»). Роза зустрічає дівчинку не надто привітно, але Лізель незабаром звикає до тутешньої манери спілкування і зближується з названою матір'ю, зрозумівши внутрішню доброту Рози, приховану під нальотом брутальності. Зате з Гансом у дівчинки складаються прекрасні стосунки й настає повне взаєморозуміння. Крім того, Губерманн — антифашист, що грає важливу роль при розвитку подій. Проживаючи на Небесній вулиці, Лізель швидко заводить собі нових друзів, одним з яких стає Руді Штайнер, сусідський хлопчик, якому судилося стати її найкращим другом. Руді не дають спокою лаври великого спринтера Джессі Овенса, темношкірого атлета, який розбив теорії нацистів про перевагу білої раси, завоювавши три з чотирьох золотих медалей на Берлінській олімпіаді. Але про свого кумира він, зі зрозумілих причин, може розповісти тільки Лізель. Друзі разом ходять до школи, грають у футбол, крадуть їжу від голоду — всі події свого життя вони переживають разом.

### Книги
У міру розвитку сюжету Ганс вчить Лізель читати, виводячи букви фарбою на стіні підвалу. Читання настільки захоплює її, що вона починає красти книги, з неї виходить справжня «книжкова крадійка». Кожна з книг пов'язана з історією в житті дівчинки. Першу книгу вона вкрала в снігу, на далекому від Молькінга цвинтарі. Другу — «Знизування плечима» — у вогні, де палали сотні книжок. На площі нацисти спалювали книги «расово неповноцінних» авторів. Ще одну Лізель вкрала у води. Потім останню згадану в сюжеті книгу вона краде у власної пам'яті. Лізель пише книгу про своє життя, яку називає «Книжковий злодій». Потім дружина мера віддала Лізель книгу «Свистун». У міру розвитку сюжету, автор розвиває думку про те, що книги для Лізель значать набагато більше, ніж здається. Вони вигодовують її душу, дають їй їжу для розуму і ґрунт для розвитку. Книги — єдина відрада в нелегкому житті дівчинки. Книги для дівчинки — не просто заняття, це її порятунок, її серце. Для того щоб серце працювало, потрібна кров — рядки, слова.

### Кульмінація
У кульмінаційній частині роману у Лізель з'являється новий друг — Макс Ванденбург, єврей-втікач, який тимчасово оселився у Губерманнів, що ховають його в підвалі власного будинку від нацистів. Батько Макса врятував Гансу Губерманну життя під час Першої світової війни й той вважає за потрібне повернути борг загиблому товаришеві, рятуючи його сина. Макс і Лізель зближуються, не помічаючи того. Поступово вони стають друзями, і Макс дарує Лізель книгу, що складається з його власних малюнків і написів. За іронією долі, Макс написав її, зафарбувавши сторінки книги Адольфа Гітлера «Моя боротьба». Між Максом і Лізель встановлюється духовний зв'язок, вони прив'язуються один до одного на все життя. 1942 року єврей все ж покидає будинок на Небесній вулиці, коли виникає загроза його виявлення. Через якийсь час його ловлять і відправляють в концентраційний табір недалеко від Мюнхена.

### Тема Другої Світової війни
Все життя Лізель пронизане подіями Другої світової війни. У сюжеті роману відбивається все: ідея нацистів, гоніння євреїв, поділ німецького народу на дві половини — тих, хто вступив до НСДАП і тих, хто проти ідеології Гітлера. Губерманни показані як звичайна німецька родина, що не розділяє нацистські погляди, але водночас боїться сказати що-небудь проти, тому що наслідки можуть бути незворотними. Лізель — жертва свого часу. Дівчинка, яка ненавидить Гітлера, який занапастив всю її сім'ю (рідну, а згодом і названу), не може зробити зовсім нічого. Вона на власні очі бачить все приниження, які припадають зазнавати людям, що не належить до арійської раси, і все це тяжким каменем лягає їй в душу.

### Фінал
Книга закінчується трагічно — вночі на Небесну вулицю були скинуті бомби й в живих залишається лише одна Лізель, яка в ту ніч сиділа в підвалі, де заснула, коли записувала свою історію. Лізель, якій на той момент вже п'ятнадцять років, забирає до себе мер з дружиною. Потім з війни повертається батько Руді Штайнера Алекс, який відкрив ательє і Лізель часто йому там допомагає. Там же її знаходить Макс, який повернувся зі звільненого концтабору. В епілозі Лізель, бувши вже літньою жінкою, живе в Австралії в Сіднеї. Туди ж до неї навідується Смерть, який показує, що він знайшов її книгу. Перш ніж забрати Лізель він повідомив їй свою найголовнішу таємницю: «Мене переслідують люди».

## Нагороди
Маркус Зузак за книгу «Крадійка книжок» отримав декілька нагород та премій:
2009 — Німецька премія за дитячо-підліткову літературу (нім. Deutscher Jugendliteraturpreis)
2008 — заохочувальний приз імені Ени Ноель в галузі дитячої літератури від Міжнародної ради з дитячої та юнацької книги (Австралія)
2007 — Премія ім. Майкла Л. Принца та другий приз від Асоціації бібліотечного обслуговування для підлітків (англ. Young Adult Library Services Association - YALSA)
2006 — Премія імені Кетлін Мітчелл (англ. Kathleen Mitchell Award)